# Seznam kratic
Seznam kratic z razlago imena.

## A
- ADR – Evropski sporazum o mednarodnem prevozu nevarnih snovi po cesti
- ADS - Arhivsko društvo Slovenije
- ADN – Sporazum o mednarodnem rečnem prevozu nevarnih snovi
- AFS – Akademska folklorna skupina
- AFŽ – Protifašistična fronta žensk
- AG – Akademija za glasbo (v Ljubljani)
- AGRFT – Akademija za gledališče, radio, film in televizijo (v Ljubljani)
- AJPES – Agencija Republike Slovenije za javnopravne evidence in storitve
- ALU – Akademija za likovno umetnost (v Ljubljani)
- APEK – Agencija za pošto in elektronske komunikacije Republike Slovenije
- APZ – Akademski pevski zbor
- ARSO – Agencija Republike Slovenije za okolje
- ASCII – American Standard Code for Information Interchange
- ATVP – Agencija za trg vrednostnih papirjev
- AVHRR – Napredni radiometer z visoko ločljivostjo

## C
- CECOP – The European Confederation of Worker Cooperatives
- CIM – Pravilnik o pogodbi v mednarodnem železniškem prevozu blaga
- CK – centralni komite
- c. kr. – cesarski in kraljevi
- CK ZKS – Centralni komite Zveze komunistov Slovenije
- CMR – Konvencija o pogodbi za mednarodni cestni prevoz blaga
- Cod. – Codex, rokopisna knjiga
- COLREG – Konvencija o preprečevanju trčenj na morjih
- COTIF – Konvencija o mednarodnih železniških prevozih
- CZCS – Barvni skener vodnih območij (radiometer).

## Č
- ČLO – Četrtni ljudski odbor

## D
- DAL - Društvo arhitektov Ljubljane
- DFJ – Demokratična federativna Jugoslavija
- DID – Dom igre in dela
- DMFA - Društvo matematikov, fizikov in astronomov Slovenije
- DOPPS – Društvo za opazovanje in proučevanje ptic Slovenije
- DPD – Delavsko prosvetno društvo
- DPO – Družbeno politična organizacija
- DPS - Društvo psihologov Slovenije
- DSI - Društvo slovenskih izobražencev - Trst
- DSS – Društvo slovenskih skladateljev
- DSSS – Delovna skupnost skupnih služb

## E
- ESZDNJ – Enotna strokovna zveza delavcev in nameščencev Jugoslavije
- EBIT – Earnings Before Interest and Taxes (dobiček pred obrestmi in davki) = poslovni izid iz poslovanja

## F
- FDV – Fakulteta za družbene vede v Ljubljani (v Ljubljani)
- FGG – Fakulteta za gradbeništvo in geodezijo v Ljubljani
- FKM – Fronta komunistične mladine
- FLR – Federativna ljudska republika
- FLRJ – Federativna ljudska republika Jugoslavija
- FNRJ – Federativna narodna republika Jugoslavija, Federativna ljudska republika Jugoslavija
- FZS – več krovnih organizacijskih zvez v Sloveniji

## G
- GEOSS – Geometrično središče Slovenije
- GMD - Goriška Mohorjeva družba
- GŠ – glasbena šola
- GZS – več krovnih organizacij v Sloveniji

## I
- IATA – Mednarodno združenje za zračni transport
- IMDG Code – Mednarodni kodeks za prevoz nevarnega blaga po morju
- IMO – Mednarodna pomorska organizacija
- INMARSAT – Konvencija o pomorski satelitski organizaciji
- IRU – Mednarodna zveza za cestni transport
- ITER – International Thermonuclear Experimental Reactor
- IUCN – Svetovna zveza za varstvo narave

## J
- JA – Jugoslovanska armada
- JLA – Jugoslovanska ljudska armada
- JP – Javno podjetje

## K
- KDČ - Knjižnica Dušana Černeta - Trst
- KLO – Krajevni ljudski odbor
- KNOJ – Korpus narodne obrambe Jugoslavije
- KNOO – krajevni narodnoosvobodilni odbor
- k.o. – katastrska občina
- KOOF – krajevni odbor Osvobodilne fronte
- KOS – krajevni odbor sindikatov
- KOZ – krajevno odbor zvez
- KP – več pomenov
- KPJ – Komunistična partija Jugoslavije
- KPS – Komunistična partija Slovenije
- KSS – krajevni sindikalni svet
- KUD – kulturno umetniško društvo
- k. u. k. – kaiserlich und königlich – cesarski in kraljevi
- KZ – več pomenov

## L
- LIP – lesnoindustrijsko podjetje
- LMS – več pomenov
- LOMO – ljudski odbor mestne občine
- LP – ljudska prosveta
- LPP – Ljubljanski potniški promet
- LPS – več pomenov
- LR – ljudska republika
- LRS – ljudska republika Slovenija

## M
- MAB – Unescov Program Človek in biosfera
- MARPOL – Mednarodna konvencija o preprečevanju onesnaženja morja z ladij
- MK – več pomenov
- MK ZKS – mestni komite Zveze komunistov Slovenije
- MLO – več pomenov
- MNOO – mestni narodnoosvobodilni odbor
- MOOF – mestni odbor Osvobodilne fronte
- MOPZ – Moški pevski zbor
- MPZ – Mladinski pevski zbor

## N
- NAMA – narodni magazin
- Naproza – nabavno prodajna zadruga
- NDS - Numizmatično društvo Slovenije
- NOB – narodnoosvobodilni boj
- NOO – narodnoosvobodilni odbor
- NOV in POS – Narodnoosvobodilna vojska in Partizanski odredi Slovenije
- NŠK - Narodna in študijska knjižnica Trst

## O
- ObLO – občinski ljudski odbor
- OF – Osvobodilna fronta
- OLO – okrajni ljudski odbor
- ONOO – okrajni narodnoosvobodilni odbor
- OPPN – Občinski podrobni prostorski načrt
- OPRC – Mednarodna konvencija o onesnaženju z nafto, pripravljenosti, odzivu in kooperaciji
- OPZ – Otroški pevski zbor
- OŠ – osnovna šola
- OZD – organizacija združenega dela

## P
- P/B – Price/Book Value = Price to Book value = Tečaj / Knjigovodska vrednost na delnico
- P/CF – Price/Cash Flow = Price to Cash Flow = Tečaj / Finančni tok iz poslovanja na delnico
- P/E – Price/Earnings = Price to Earnings ratio = Tečaj / Dobiček na delnico
- P/S – Price/Sales = Price to Sales ratio = Tečaj / Prodaja na delnico
- PD – več pomenov
- PIPZ – partizanski invalidski pevski zbor
- PO – več pomenov
- POS – Partizanski odredi Slovenije
- PPZ – partizanski pevski zbor
- PTT – pošta, telegraf, telefon

## R
- RCZK – Ruski center znanosti in kulture
- RID – Sporazum o mednarodnem železniškem prevozu nevarnih snovi
- RLO – rajonski ljudski odbor

## S
- SAZU – Slovenska akademija znanosti in umetnosti
- SDGZ - Slovensko deželno gospodarsko združenje
- SDK – služba družbenega knjigovodstva
- SDPZ – Sindikat delavcev prometa in zvez Slovenije
- SF – Slovenska filharmonija
- SFA – Slovenska filatelistična akademija
- SFR – socialistična federativna republika
- SFRJ – Socialistična federativna republika Jugoslavija
- SF/SN – smrt fašizmu, svoboda narodu
- SGBŠ LJ – Srednja glasbena in baletna šola v Ljubljani
- SGŠ – več pomenov
- SHS (država) – Država Slovencev, Hrvatov in Srbov
- SHS (kraljevina) – Kraljevina Srbov, Hrvatov in Slovencev
- SIS – več pomenov
- SKA - Slovenska kulturna akcija - Buenos Aires
- SKGZ – Slovenska kulturno-gospodarska zveza
- SKOJ – Savez komunističke omaladine Jugoslavije, Zveza komunistične mladine Jugoslavije
- SKUD – sindikalno kulturno umetniško društvo
- SLO – več pomenov
- SLORI - Slovenski raziskovalni inštitut - Trst
- SLP – splošno ljudsko premoženje
- SNOB – slovenska narodnoosvobodilna brigada
- SNOS – Slovenski narodnoosvobodilni svet
- SNOUB – slovenska narodnoosvobodilna udarna brigada
- SO – skupščina občine
- SOLAS – Mednarodna konvencija o varstvu človeškega življenja na morju
- SOZD – sestavljena organizacija združenega dela
- SP – več pomenov
- SPD – več pomenov
- SPDG – Slovensko planinsko društvo Gorica
- SPDT – Slovensko planinsko društvo Trst
- SPR – več pomenov
- SPUB – Slovenska partizanska udarna brigada
- SPŽZ – Slovenska protifašistična ženska zveza
- SR – več pomenov
- SRS – Socialistična republika Slovenija
- SRS – Slovenski računovodski standard
- SSG - Slovensko stalno gledališče, Trst
- SSk – Slovenska skupnost
- SSO – Svet slovenskih organizacij
- SSPD – Svet svobod in prosvetnih društev
- SŠ – srednja šola
- STCW – Mednarodna konvencija o standardih za usposabljanje, pooblastilih in opravljanju straže pomorščakov
- STT – Strojna tovarna Trbovlje
- SVIZ – Sindikat Vzgoje, Izobraževanja, Znanosti in kulture
- SZSO - Slovenska zamejska skavtska organizacija
- SWOT – SWOT analiza = Strengths, Weaknesses, Opportunities and Threats
- SZDL – Socialistična zveza delovnega ljudstva Slovenije

## Š
- ŠD – športno društvo
- ŠK – športni klub

## T
- TOZD – temeljna organizacija združenega dela
- TVD – telesnovzgojno društvo
- TVŠD – telovadno športno društvo
- TZS – več pomenov

## U
- UINF – Mednarodna zveza za notranjo plovbo
- USAOJ – Ujedinjeni savez antifašističke omladine Jugoslavije, Združena zveza protifašistične mladine Jugoslavije

## V
- VOR – več pomenov
- VSO - Združenje za vrednote slovenske osamosvojitve

## W
- WWF – več pomenov
- WWT – Fundacija za divje ptice in mokrišča

## Z
- ZCPZ – Zveza cerkvenih pevskih zborov
- ZDUS - Združenje dramskih umetnikov Slovenije
- ZIS – več pomenov
- ZK – Zveza komunistov
- ZKJ – Zveza komunistov Jugoslavije
- ZKO – zveza kulturnih organizacij
- ZKPO – zveza kulturno prosvetnih organizacij
- ZKS – Zveza komunistov Slovenije
- ZLPD – Zveza ljudsko prosvetnih društev
- ZPMS – Zveza prijateljev mladine Slovenije
- ZRVS – Zveza rezervnih vojaških starešin
- ZSKD – Zveza slovenskih kulturnih društev
- ZSKP - Zveza slovenske katoliške prosvete
- ZSKSS - Združenje slovenskih katoliških skavtinj in skavtov
- ZSMS – Zveza socialistične mladine Slovenije
- ZSSS – Zveza svobodnih sindikatov Slovenije
- ZSŠDI - Združenje slovenskih športnih društev v Italiji
- ZVVI – Zveza vojaških vojnih invalidov
- ZZB NOV – Zveza združenj borcev narodnoosvobodilne vojne

## Ž
- ŽEPZ – Ženski pevski zbor